# Þórsmörk

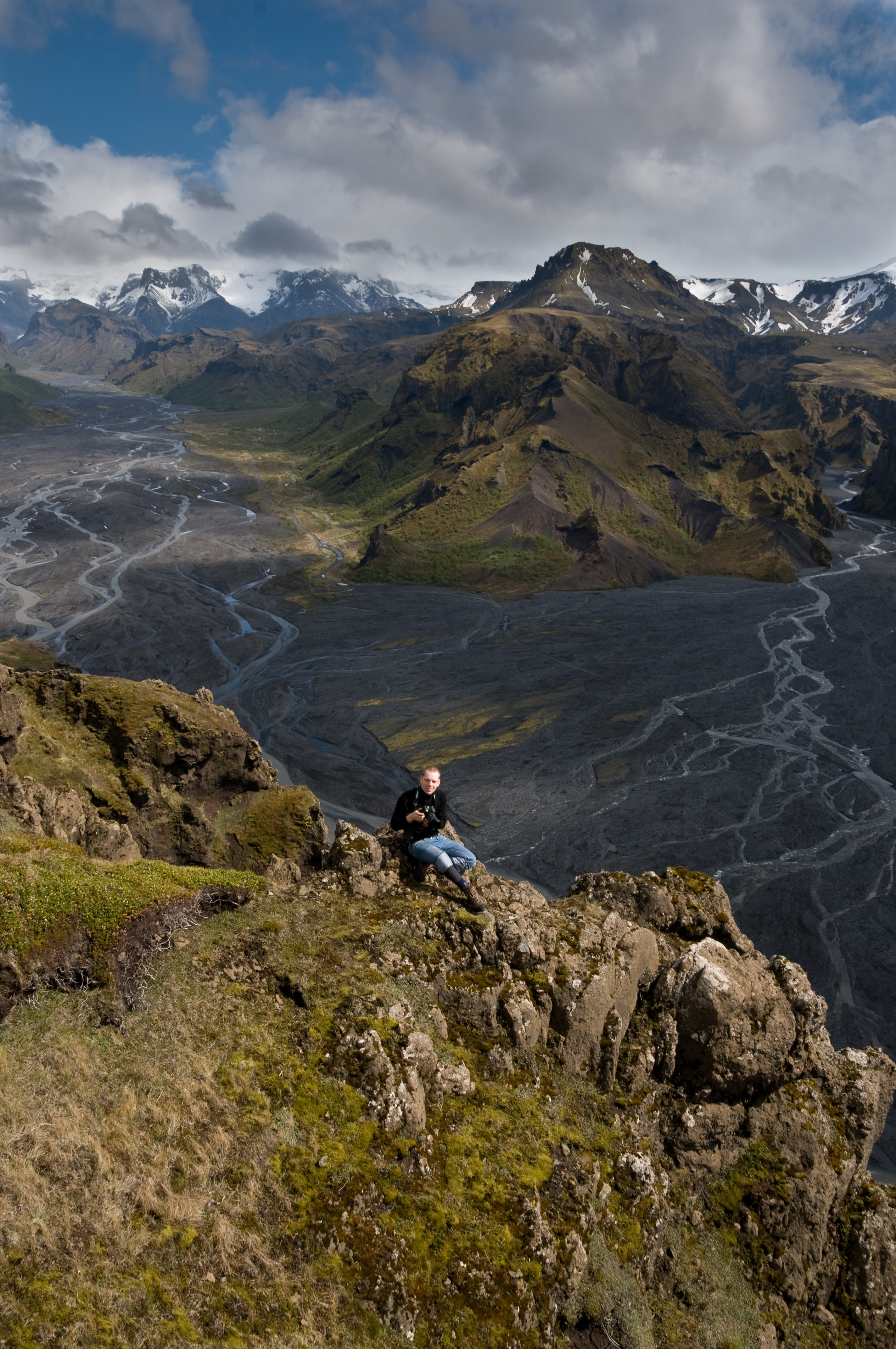
Þórsmörk sett från Valahnúksból i juni 2009. Till vänster ses älven Krossá och till höger Hvanná.

Þórsmörk är en dal i Suðurland på Island, som fått sitt namn efter guden Tor (Þór på isländska). Þórsmörk ligger mellan glaciärerna Tindfjallajökull och Eyjafjallajökull.
Floden Krossá rinner mellan bergen och i den skyddade dalen finns vegetation av mossor, ormbunkar och björkar. Krossás vatten är väldigt kallt, eftersom det kommer från glaciärerna. Det finns numera en gångbro över älven.
Dalen är instängd av glaciärer; Mýrdalsjökull ligger vid slutet av dalen. Detta leder till ett speciellt varmt klimat som oftast är bättre än på övriga ställen på denna delen av ön.
Þórsmörk är också populärt för fotvandring. Det finns flera olika turer här, från vandring på glaciärerna och bergsklättring till mindre utflykter, som dalen Stakkholtsgjá med vattenfall. Islands mest kända vandringsled Laugarvegur går mellan Landmannalaugar och Þórsmörk.

## Vulkanisk aska
Efter vulkanutbrottet på Eyjafjallajökull var stora områden, däribland Þórsmörk, täckt av ett lager med aska.

## Bildgalleri

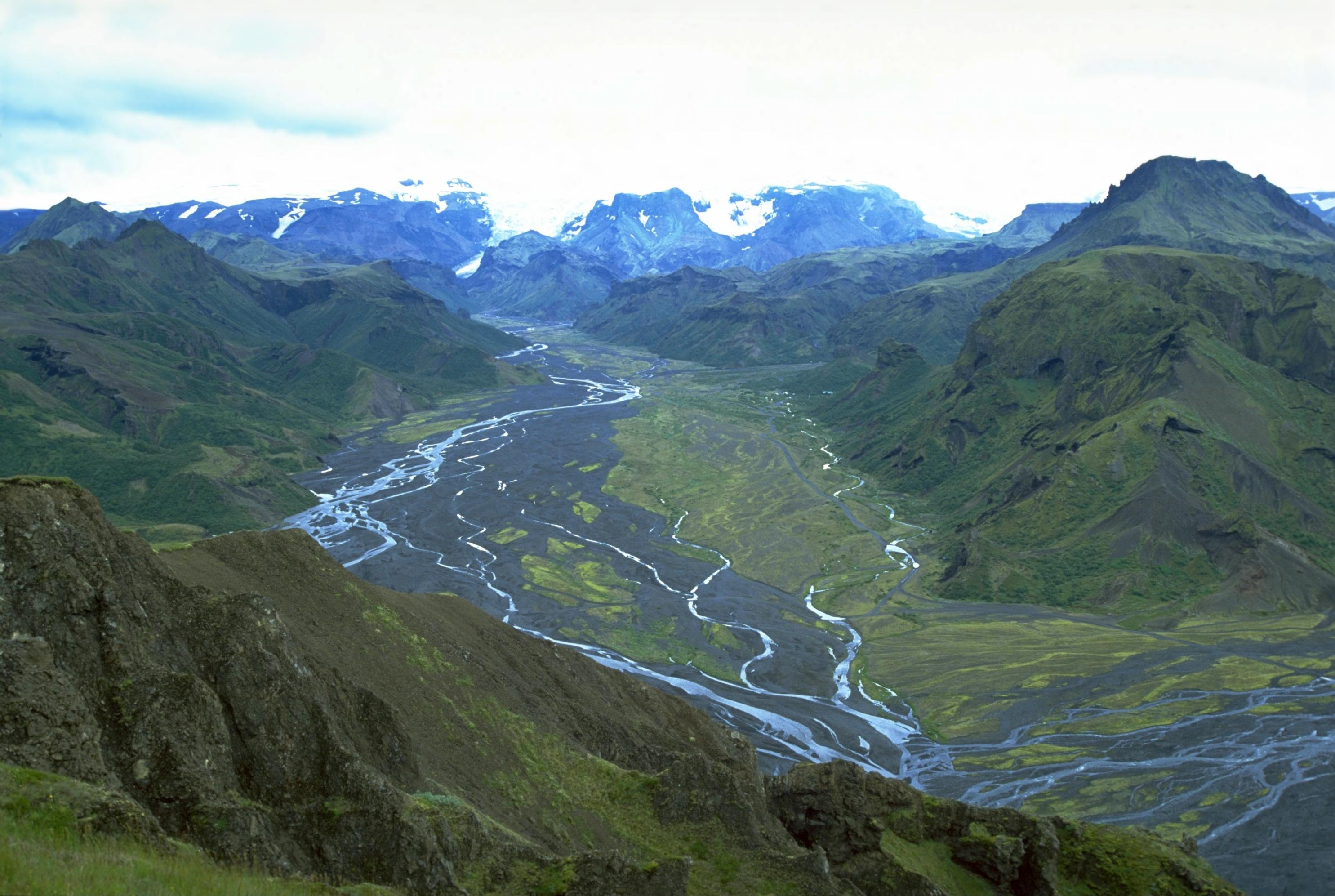
Þórsmörk, 2001
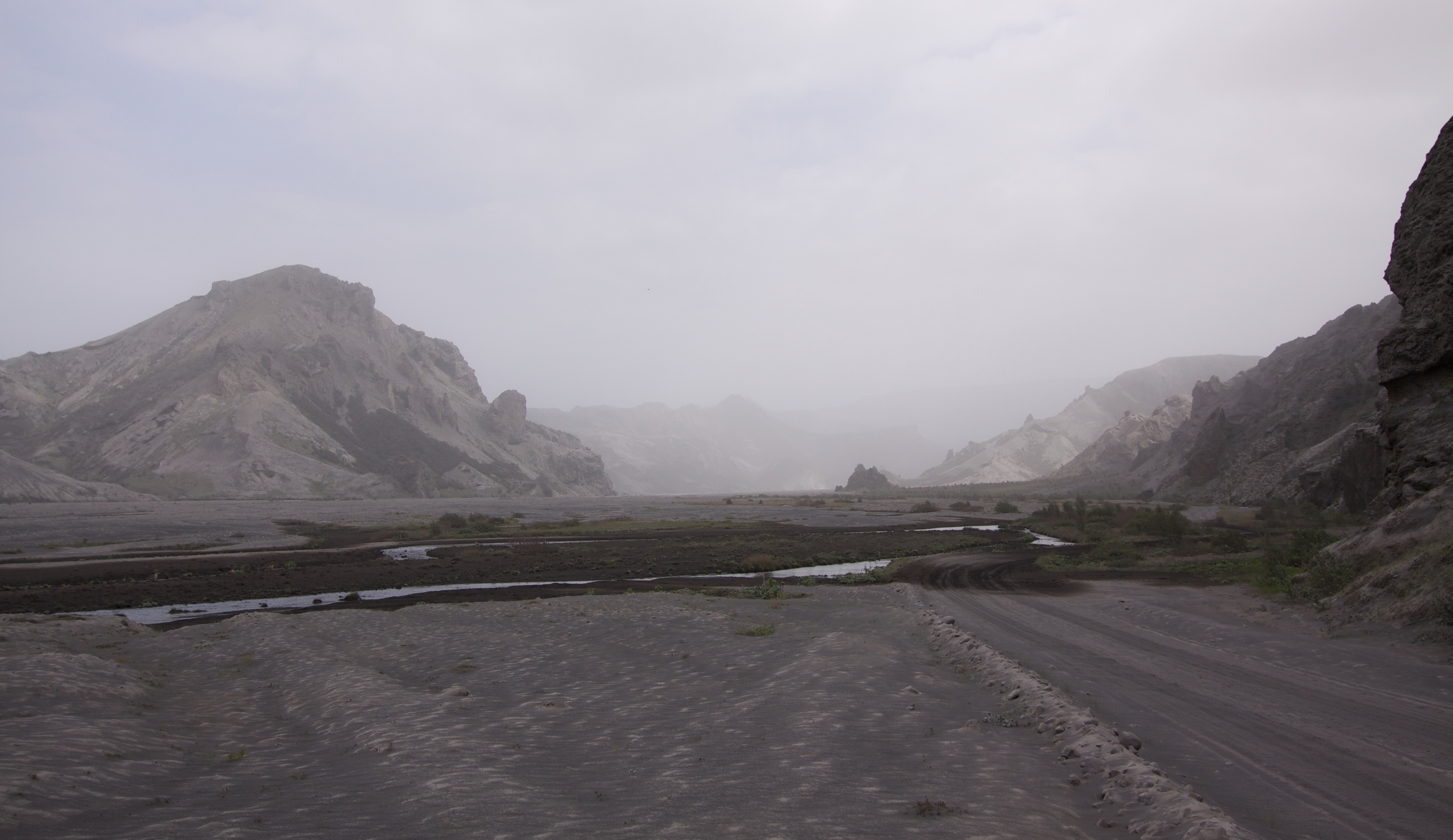
Området var under sommaren 2010 täckt av ett lager med aska
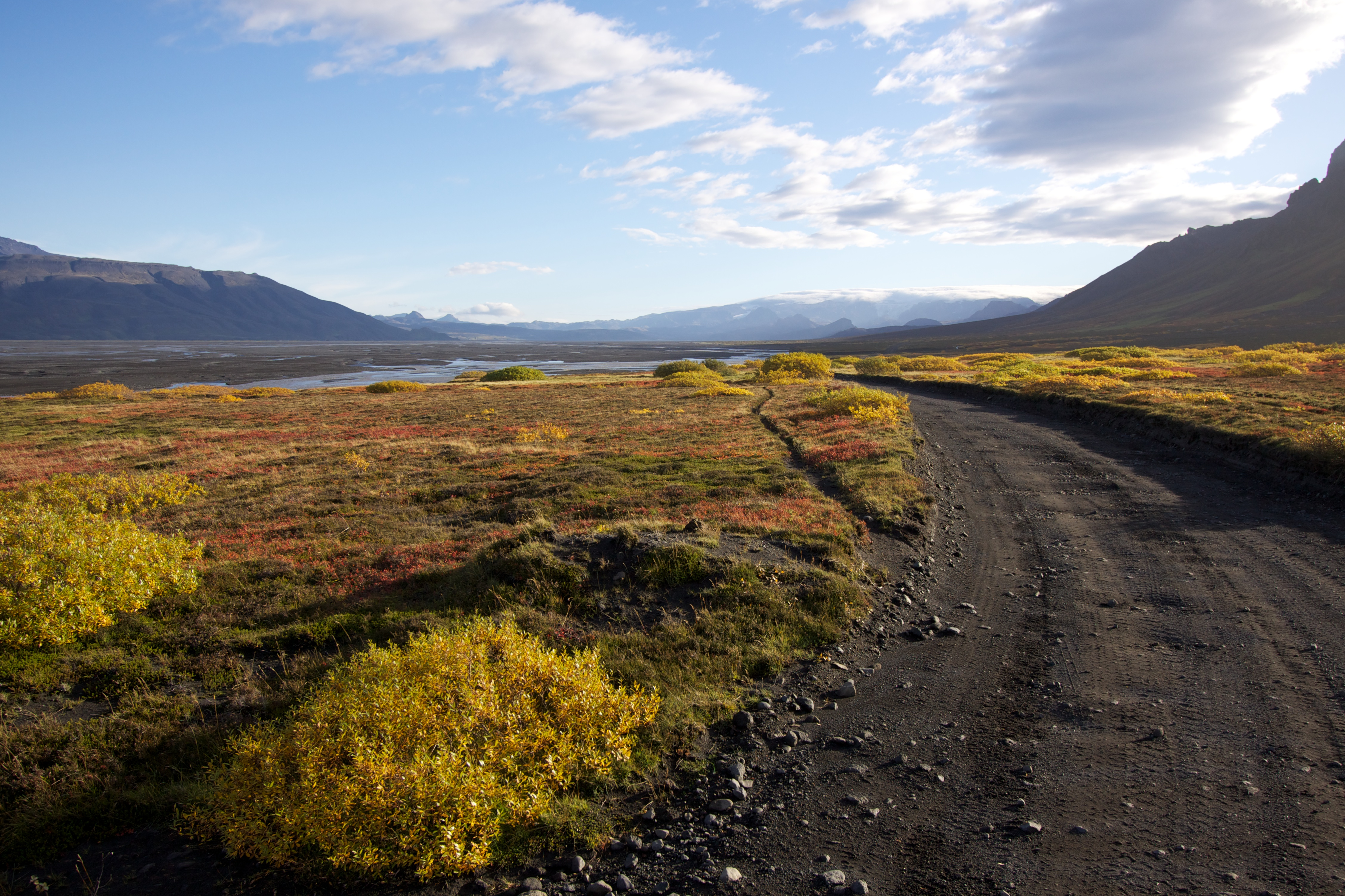
Höstfärgerna har tagit över efter askan